# Eleição presidencial nos Estados Unidos em 1876
A eleição presidencial dos Estados Unidos de 1876 foi a vigésima-terceira eleição presidencial daquele país. Samuel J. Tilden venceu Rutherford B. Hayes na votação popular, mas obteve 184 votos no Colégio Eleitoral para 185 de Rutherford. Vinte votos do Colégio Eleitoral não foram contados. Esses vinte votos estavam em disputa de três estados: Flórida, Louisiana e Carolina do Sul, cada partido informou que seu candidato tinha vencido no estado, enquanto em Oregon um eleitor foi declarado ilegal (como um "funcionário eleito ou nomeado") e substituído. Os vinte votos eleitorais foram no final atribuídos a Rutherford após uma briga judicial e política, dando-lhe a vitória com 185 votos.

## Processo eleitoral
A partir de 1832, os candidatos para presidente e vice começaram a ser escolhidos através das Convenções. Os delegados partidários, escolhidos por cada estado para representá-los, escolhem quem será lançado candidato pelo partido. Os eleitores gerais elegem outros "eleitores" que formam o Colégio Eleitoral. A quantidade de "eleitores" por estado varia de acordo com a quantidade populacional do estado. Em quase todos os estados, o vencedor do voto popular leva todos os votos do Colégio Eleitoral.

## Convenções

### Convenção Nacional do Partido Americano Nacional de 1875
O pequeno partido político Americano Nacional usou vários nomes diferentes, muitas vezes com nomes diferentes em diferentes estados. Foi uma continuação do Partido Anti-Maçônico. A segunda convenção nacional do partido foi realizada entre 8 e 10 de junho de 1875 em Pittsburgh. Foi indicado James B. Walker como candidato a presidente e Donald Kirkpatrick para vice-presidente.

### Convenção Nacional doPartido da Proibiçãode 1876
A convenção do Partido da Proibição foi realizada em 17 de maio de 1876, e Green Clay Smith foi indicado como candidato a presidente e Gideon T. Stewart foi indicado a vice-presidente.

### Convenção Nacional do Partido Greenback de 1876
A primeira Convenção Nacional do Partido Greenback foi realizada entre 16 e 18 de maio de 1876 em Indianápolis. Peter Cooper foi nomeado para presidente no primeiro escrutínio por 352 votos a 119 dos outros candidatos. Newton Booth foi nomeado para vice-presidente, mas recusou a indicação, e ele foi substituído na cédula por Samuel F. Cary.

### Convenção Nacional doPartido Republicanode 1876

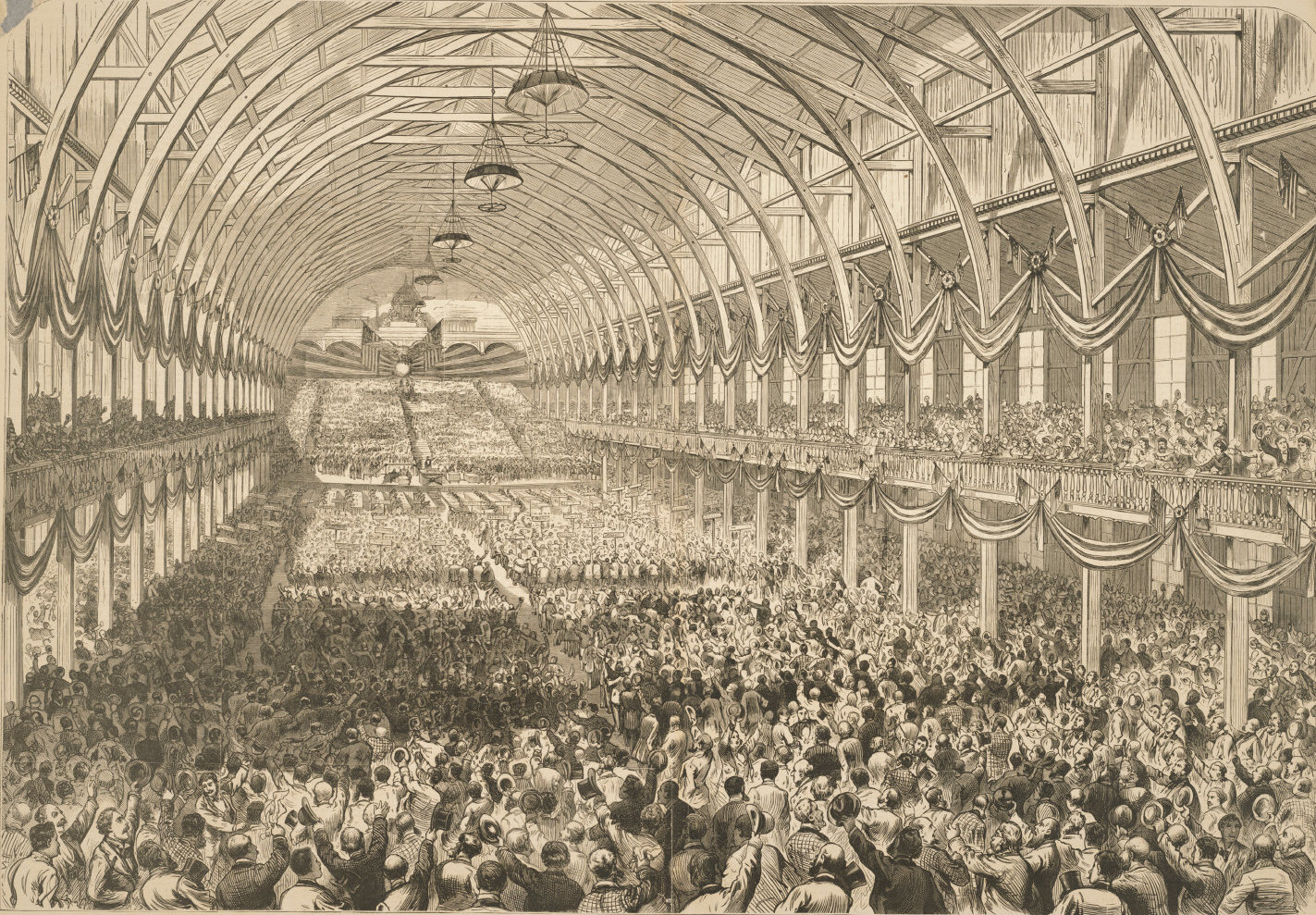
Convenção Republicana em 1876.

A sexta Convenção Nacional Republicana foi realizada entre 14 e 16 de junho em Cincinnati. Estiveram presentes 756 delegados, 4 a mais em relação a 1872. Os quatro delegados adicionais foram dadas para o Colorado, que organizou recentemente um estado. Foi nomeado o governador Rutherford B. Hayes para presidente na 7ª votação e William A. Wheeler foi nomeado para vice-presidente no primeiro escrutínio.

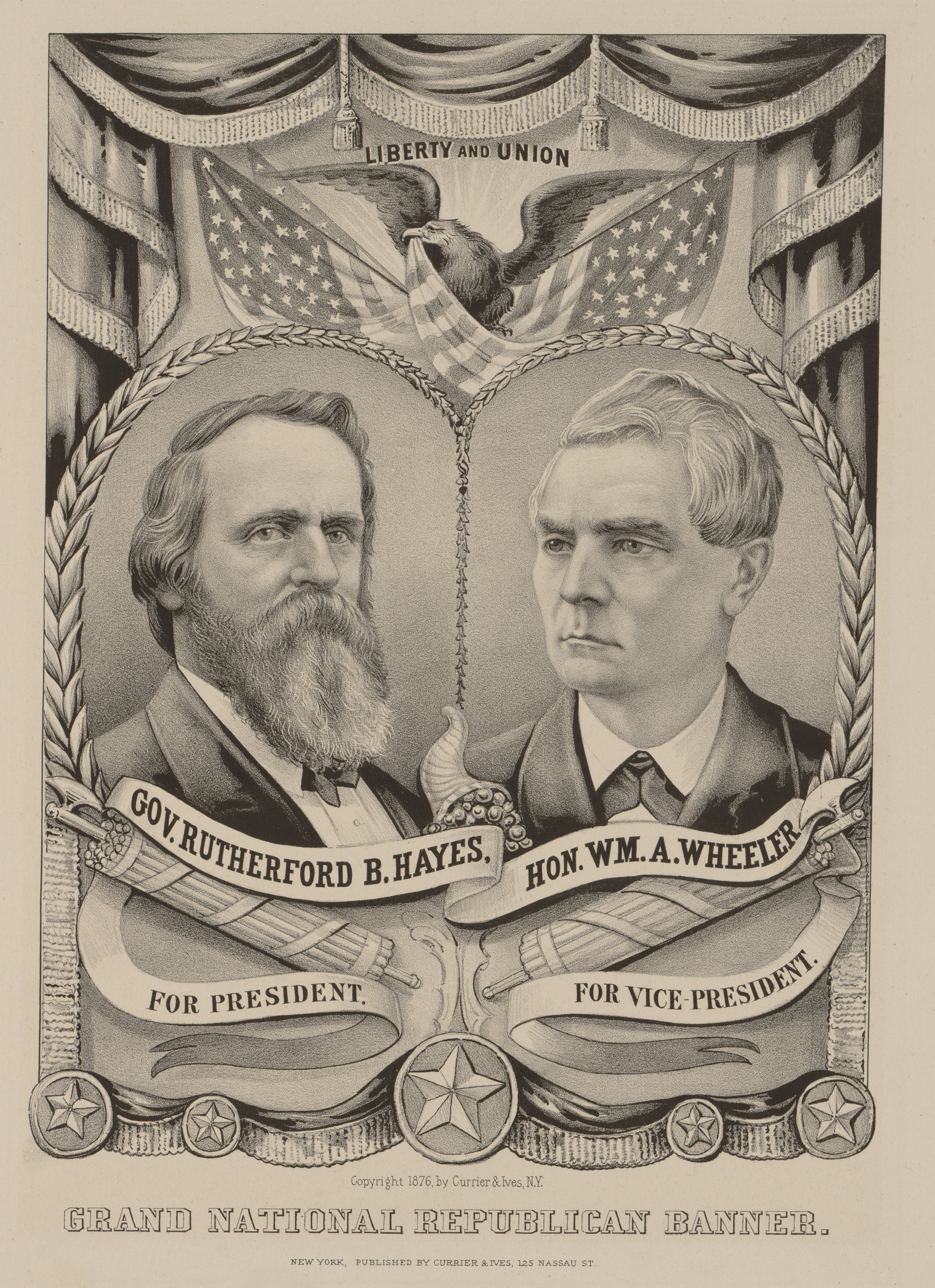
Cartaz Republicano com Rutherford B. Hayes e William A Wheeler.

| Convenção Nacional do Partido Republicano | Convenção Nacional do Partido Republicano | Convenção Nacional do Partido Republicano | Convenção Nacional do Partido Republicano | Convenção Nacional do Partido Republicano | Convenção Nacional do Partido Republicano | Convenção Nacional do Partido Republicano | Convenção Nacional do Partido Republicano |
| Presidente                                | Presidente                                | Presidente                                | Presidente                                | Presidente                                | Presidente                                | Presidente                                | Presidente                                |
| Candidato/Votação                         | 1ª                                        | 2ª                                        | 3ª                                        | 4ª                                        | 5ª                                        | 6ª                                        | 7ª                                        |
| ----------------------------------------- | ----------------------------------------- | ----------------------------------------- | ----------------------------------------- | ----------------------------------------- | ----------------------------------------- | ----------------------------------------- | ----------------------------------------- |
| Rutherford B. Hayes                       | 61                                        | 64                                        | 67                                        | 68                                        | 104                                       | 113                                       | 384                                       |
| James G. Blaine                           | 285                                       | 296                                       | 293                                       | 292                                       | 286                                       | 308                                       | 351                                       |
| Benjamin H. Bristow                       | 113                                       | 114                                       | 121                                       | 126                                       | 114                                       | 111                                       | 21                                        |
| Oliver P. Morton                          | 124                                       | 120                                       | 113                                       | 108                                       | 95                                        | 85                                        | 0                                         |
| Roscoe Conkling                           | 99                                        | 93                                        | 90                                        | 84                                        | 82                                        | 81                                        | 0                                         |
| John F. Hartranft                         | 58                                        | 63                                        | 68                                        | 71                                        | 69                                        | 50                                        | 0                                         |
| Outros                                    | 16                                        | 6                                         | 4                                         | 7                                         | 6                                         | 8                                         | 0                                         |
| Vice-presidente                           |                                           |                                           |                                           |                                           |                                           |                                           |                                           |
| Candidato/Votação                         | 1ª                                        | 1ª                                        | 1ª                                        | 1ª                                        | 1ª                                        | 1ª                                        | 1ª                                        |
| William A. Wheeler                        | 366                                       | 366                                       | 366                                       | 366                                       | 366                                       | 366                                       | 366                                       |
| Frederick T. Frelinghuysen                | 89                                        | 89                                        | 89                                        | 89                                        | 89                                        | 89                                        | 89                                        |
| Marshall Jewell                           | 86                                        | 86                                        | 86                                        | 86                                        | 86                                        | 86                                        | 86                                        |
| Stewart L. Woodford                       | 70                                        | 70                                        | 70                                        | 70                                        | 70                                        | 70                                        | 70                                        |
| Joseph R. Hawley                          | 25                                        | 25                                        | 25                                        | 25                                        | 25                                        | 25                                        | 25                                        |

### Convenção Nacional doPartido Democratade 1876

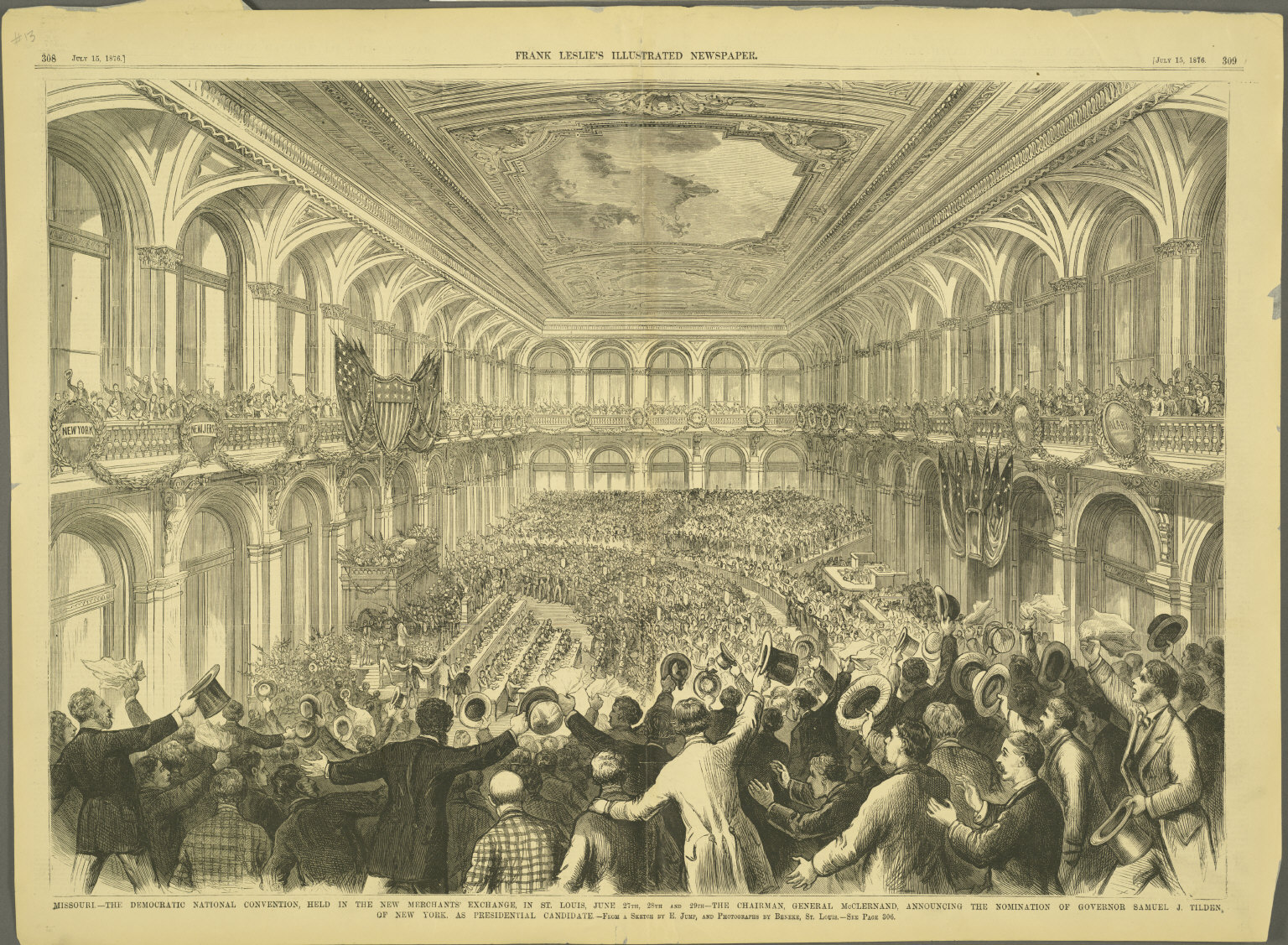
Convenção Democrata de 1876.

A décima-segunda Convenção Nacional do Partido Democrata foi realizada entre 27 e 29 de junho em São Louis. Samuel J. Tilden foi nomeado candidato a presidente na segunda votação. Thomas A. Hendricks foi nomeado para vice-presidente.

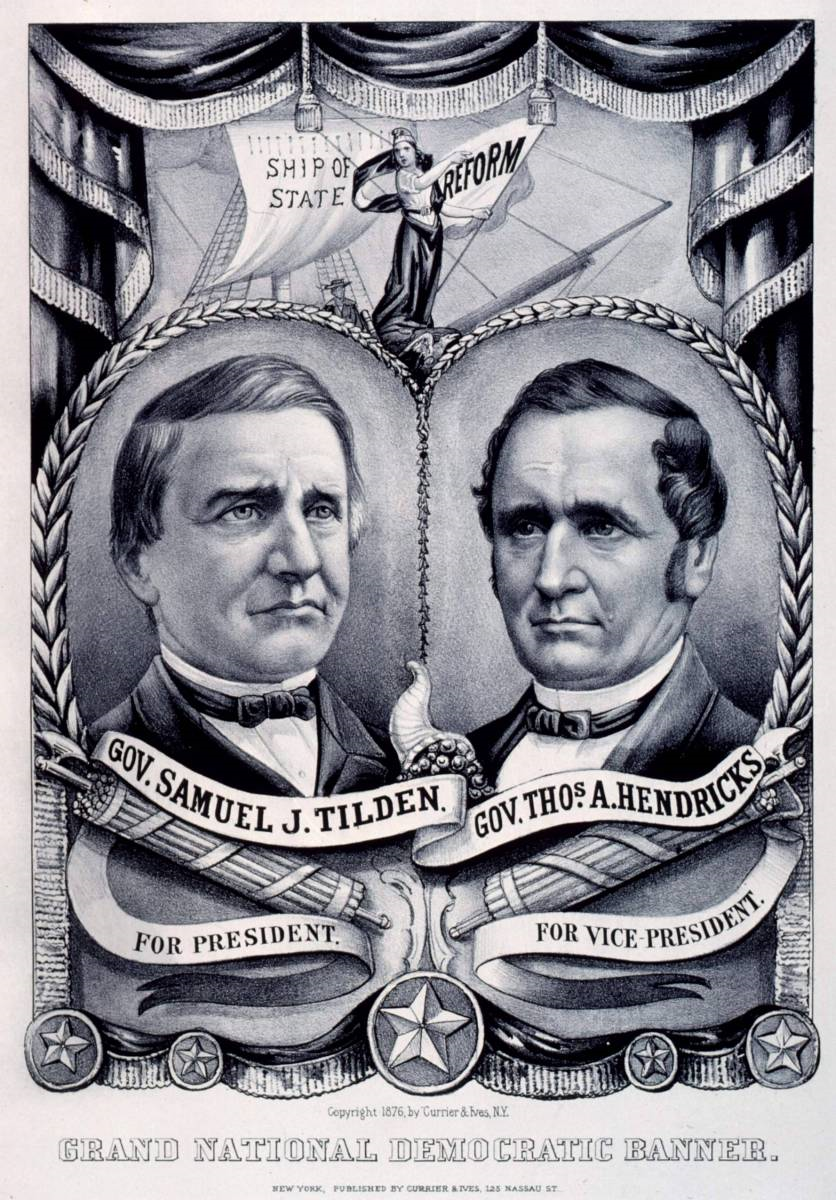
Cartaz Democrata com Samuel J. Tilden e Thomas A. Hendricks.

| Samuel J. Tilden    | 401.5 | 535 |
| Thomas A. Hendricks | 140.5 | 85  |
| Winfield S. Hancock | 75    | 58  |
| William Allen       | 54    | 54  |
| Thomas F. Bayard    | 33    | 4   |
| Joel Parker         | 18    | 0   |
| James O. Brodhead   | 16    | 0   |
| Allen G. Thurman    | 3     | 2   |
| Vice-presidente     |       |     |
| Candidato/Votação   | 1ª    | 1ª  |
| Thomas A. Hendricks | 730   | 730 |
| Abstenção           | 8     | 8   |

## Resultados
| Candidato presidencial                                           | Partido                                                          | Estado de origem                                                 | Voto popular                                                     | Voto popular                                                     | Colégio Eleitoral | Colégio Eleitoral | Running mate                | Running mate     | Running mate      |
| Candidato presidencial                                           | Partido                                                          | Estado de origem                                                 | Votos                                                            | %                                                                | Votos             | %                 | Candidato vice-presidencial | Estado de origem | Colégio Eleitoral |
| ---------------------------------------------------------------- | ---------------------------------------------------------------- | ---------------------------------------------------------------- | ---------------------------------------------------------------- | ---------------------------------------------------------------- | ----------------- | ----------------- | --------------------------- | ---------------- | ----------------- |
| Rutherford B. Hayes                                              | Partido Republicano                                              | Ohio                                                             | 4.034.311                                                        | 47,95%                                                           | 185               | 50,1%             | William A. Wheeler          | Nova Iorque      | 185               |
| Samuel J. Tilden                                                 | Partido Democrata                                                | Nova Iorque                                                      | 4.288.546                                                        | 50,97%                                                           | 184               | 49,9%             | Thomas A. Hendricks         | Ohio             | 184               |
| Peter Cooper                                                     | Partido Greenback                                                | Nova Iorque                                                      | 75,973                                                           | 0,90%                                                            | 0                 | 0%                | Samuel Fenton Cary          | Ohio             | 0                 |
| Outros                                                           | Outros                                                           | Outros                                                           | 14.271                                                           | 0,17%                                                            | 0                 | 0%                | Outros                      | Outros           | 0                 |
| Total                                                            | Total                                                            | Total                                                            | 8.413.101                                                        | 100%                                                             | 369               |                   |                             |                  | 369               |
| Votos minímos do Colégio Eleitoral de que se precisa para vencer | Votos minímos do Colégio Eleitoral de que se precisa para vencer | Votos minímos do Colégio Eleitoral de que se precisa para vencer | Votos minímos do Colégio Eleitoral de que se precisa para vencer | Votos minímos do Colégio Eleitoral de que se precisa para vencer | 185               |                   |                             |                  | 185               |

Fonte - Voto popular: Colégio Eleitoral: 